# Шефер, Петер
Петер Шефер (Peter Schäfer; род. 29 июня 1943, Хюккесваген, Рейнская провинция) — немецкий религиовед, исследователь древних религий, специалист по иудаизму в поздней античности и раннем средневековье. Доктор философии (1968), именной профессор Принстона, где трудится с 1998 года, а также занимает кафедру в Свободном университете Берлина. Член Берлинско-Бранденбургской академии наук (1994).
Членкор Британской академии (1987). Иностранный член Американского философского общества (1997). Лауреат премии Лейбница (1994), также отмечен Mellon Award (2006) и Howard T. Behrman Award (2013). Экс-директор Еврейского музея в Берлине (являлся им с 2014 по 2019, преемник Блюменталя).
Изучал католическую теологию, философию и иудаику в Бонне, Иерусалиме (в 1964-66, в Еврейском университете) и Фрайбурге. В 1968 году в университете имени Альберта и Людвига получил степень доктора философии по иудаике (стал вторым, кто получил докторскую степень в этой области в Германии); а в 1973 году хабилитировался по иудаике во Франкфуртском университете. Затем преподавал в университетах Тюбингена и Кельна (1974-83). В 1983 году сменил Якоба Таубеса на посту профессора Свободного университета Берлина (оставался им до 2008 года). В 1998 году стал первым профессором Ronald O. Perelman Professor Принстона. Иностранный почетный член Американской академии искусств и наук (2017). Являлся соредактором журнала Jewish Studies Quarterly.
Являлся приглашенным профессором в Оксфордском, Иерусалимском и Йельском университетах. Почётный доктор Утрехтского (1993) и Тель-Авивского (2007) университетов.
Автор многих работ. Живёт в Берлине с супругой, есть две дочери и сын; католик.